# Понтето-Ролдо (Вербано-Кузио-Осола)
Понтето-Ролдо је насеље у Италији у округу Вербано-Кузио-Осола, региону Пијемонт.
Према процени из 2011. у насељу је живело 763 становника. Насеље се налази на надморској висини од 364 м.